# Áron ben József
Áron ben József (17. század) költő.

## Élete
Zsidó származású volt, Budán élt a 17. században. Amikor Lotaringiai Károly csapatai 1686. szeptember 2. visszafoglalták a várost a törököktől, Áront fogságba vetették. Egy hosszabb költeménye jelent meg 1688-ban Prágában „Ein schoen neu Laed von Ofen” címmel, amelyet megmentőjének, Taux Alexander Süsskindnek ajánlott. Kaufmann Dávid tesz említést róla „Die Erstürmung Ofens” (1895) című művében.